# Ил Кардо (Белуно)
Ил Кардо (итал. Il Cardo) је насеље у Италији у округу Белуно, региону Венето.
Према процени из 2011. у насељу је живело 5 становника. Насеље се налази на надморској висини од 1142 м.